# Sarcophrynium brachystachys
Sarcophrynium brachystachys là một loài thực vật có hoa trong họ Marantaceae. Loài này được K. Schum. miêu tả khoa học đầu tiên.